# Драбове-Барятинське (станція)
Дра́бове-Барятинське, Дра́бове — проміжна залізнична станція 5-го класу Шевченківської дирекції Одеської залізниці на неелектрифікованій лінії Оржиця — Золотоноша I між роз'їздом Писарщина (8 км) та станцією Мехедівка (11,6 км). Розташована у однойменному селі Золотоніського району Черкаської області.

## Історія
Станція відкрита у 1897 році.

## Пасажирське сполучення
На станції Драбове-Барятинське зупиняється нічний швидкий поїзд «Хаджибей» № 148/147 сполученням Одеса — Київ (через день).
До березня 2020 року через станцію курсував нічний швидкий поїзд міжнародного сполучення Миколаїв — Москва (скасований на невизначений термін).
У приміському сполученні курсують поїзди за напрямком Імені Тараса Шевченка — Черкаси — Гребінка.